# Дикий кінь

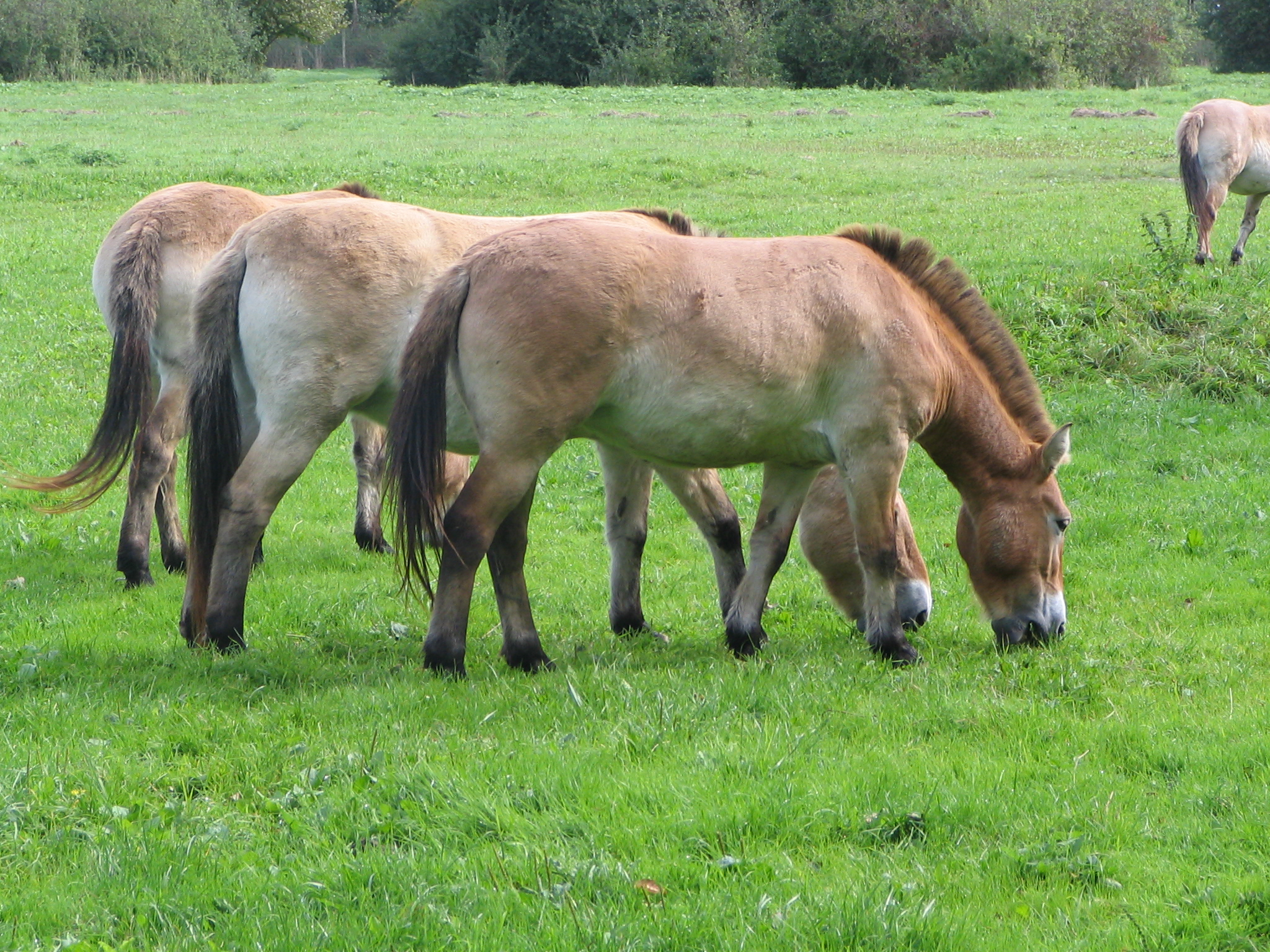
Кінь Пржевальського

Дикий кінь (Equus ferus) — травоїдний непарнокопитий ссавець, вид роду Кінь (Equus) родини коневих (Equidae), предок сучасного коня. Є одним з видів роду Equus, який включає в себе як підвид одомашненого коня, а також тарпана і, на думку деяких таксономістів, коня Пржевальського.

## Історія
В кінці останнього льодовикового періоду, 10000 років тому в Європі, а також в Північній і Центральній Азії паслися мільйони коней. Всі вони належали до одного виду — кінь дикий.
Зміна клімату і витіснення степів лісами сильно скоротила чисельність коней — їм не вистачало пасовищ. Диких коней почали винищувати первісні мисливці. В Європі дикий кінь став рідкістю близько 4000 років тому. На початку XX століття в дикій природі зустрічалися два його підвиди — тарпан в Україні і кінь Пржевальського в Монголії.
Порівнявши геном давнього коня, рештки якого були знайдені в Юконі, з геномами зебри, осла, коня Пржевальського, дикого коня віком в 43 тисячі років і кількох сучасних порід коней, вчені прийшли до висновку про те, що всі вони мали спільного предка, що жив близько чотирьох мільйонів років тому. В даний час кінь Пржевальського є єдиним існуючим нащадком древніх коней, і його геном не несе слідів змішування з дослідженими домашніми породами; поділ цих двох ліній коней відбулося 40-70 тисяч років тому.